# Tony Parenti
Anthony Parenti dit Tony Parenti, né le 6 août 1900 à La Nouvelle-Orléans et mort le 17 avril 1972 à New York, est un clarinettiste de jazz américain. Durant toute sa carrière, il reste un représentant fidèle du style dixieland.

## Biographie
Encore enfant, il remplace Alcide Nunez dans le Papa Jack Laine's Reliance Brass Band. Il joue ensuite avec Alfred Baby Laine (de), Nick La Rocca, Johnny Stein et Johnny DeDroit (de). L'orchestre de ce dernier est le premier à jouer du jazz pour la haute société de La Nouvelle-Orléans. Il est même pressenti pour intégrer l'Original Dixieland Jazz Band qui part alors pour New York, mais ses parents refusent en raison de son jeune âge. À 24 ans, il dirige son propre orchestre et commence à enregistrer en 1925.
À la fin des années 1920, on le retrouve avec Benny Goodman et Fred Rich (en), et jusqu'en 1939 avec le Radio City Symphony Orchestra de CBS à New York. Il joue dans divers orchestres, dont ceux de Paul Ash (en), Arnold Johnson (en), et B. A. Rolfe. En 1939, il rejoint Ted Lewis et joue dans son jazz band jusqu'en 1945. Il collabore aussi avec Eddie Condon et George Brunies, et dirige son propre orchestre, Tony Parenti and his New Orleanians, au club Jimmy Ryan's. On le voit également à Chicago avec Muggsy Spanier et Miff Mole. En 1950, il part prendre des vacances à Miami, mais il y restera finalement cinq ans, orchestrant pour son propre compte et jouant du dixieland avec Rollo Laylan (de), fondateur de Preacher Rollo and the Five Saints. De la fin des années 1950 à sa mort, il est établi à New York où il dirige ses propres orchestres.